# Trofim Lomakin
Trofim Fiodorovitch Lomakin (em russo:  Трофим Фёдорович Ломакин; 2 de agosto de 1924, em Barantcha, Krai de Altai – 13 de junho de 1973, em Moscou) foi um halterofilista russo.
Lomakin foi campeão no levantamento de peso nos Jogos Olímpicos de 1952, em Helsinque, na categoria até 82,5 kg, na frente do americano Stanley Stanczyk e de Arkadi Vorobiov, da União Soviética. Lomakin levantou 417,5 kg no triplo levantamento (125 no desenvolvimento [movimento-padrão abolido em 1973], 127,5 no arranque e 165 no arremesso).
Oito anos depois, durante os Jogos Olímpicos de 1960 em Roma, ele ficou em segundo lugar na categoria até 90 kg, atrás de seu compatriota Arkadi Vorobiov.
Lomakin foi duas vezes campeão e duas vezes vice-campeão mundial em levantamento de peso: 1953-1954 e 1957-1958, respectivamente.